# Medlemsmöte
Medlemsmöte är en vanlig mötesform i en förening och liknande organisationer.
Ett årsmöte är en form av medlemsmöte som hålls en gång per verksamhetsår.